# Ривера-Ортис, Мануэль
Мануэль Ривера-Ортис (англ. Manuel Rivera-Ortiz; род. 23 декабря 1968 г., Гуаяма, Пуэрто-Рико) — американский фотограф и журналист пуэрто-риканского происхождения, автор нескольких фотографических коллекций и обладатель ряда наград. Известен своими социальными документальными фотографиями. В настоящее время проживает в Нью Йорке и Цюрихе.

## Ранняя жизнь
Ривера-Ортис родился в бедной семье в Баррио Посо Хондо, в окрестностях Гуаямы на Карибском побережье Пуэрто-Рико, старший из десяти детей (в том числе две сводные сестры). Он вырос в жестяной хижине с земляным полом, без проточной воды. Его отец занимался сбором сахарного тростника вручную в полях Центральной Мачете и Центральной Агирре на закате дней сахарной промышленности Пуэрто-Рико, а также в сезон сбора тростника, работал в качестве трудящегося-мигранта на фермах в Новой Англии и Срединноатлантических штатов.
Когда Ривере-Ортису исполнилось 11 лет, его родители развелись, и отец переехал с детьми в континентальную части США в Холиок, штат Массачусетс. Отрыв от его матери, которую он не видел с тех пор, наложил отпечаток на всю его последующую жизнь. Он посещал занятия, входящие в курс летней программы образования Массачусетских мигрантов в Холиокском и Спрингфилдском колледже, где ему предложили его первый курс фотографии и кино. Затем семья переехала в Рочестер, Нью-Йорк. Несмотря на то что его родным языком был испанский, Ривера-Ортис окончил школу Ист Хай (Рочестер, Нью-Йорк). В школе Ист Хай, Риверa-Ортис, в течение четырёх лет, учился с Кимом Баттеном, с которым они стали друзьями. Затем он работал в качестве журналиста. В 1995 году Ривера-Ортис окончил с отличием колледж Назарета, получив степень бакалавра, а в 1998 году он получил степень магистра в Колумбийском университете Высшей школы журналистики. После его окончания он работал журналистом в газетах (например, Democrat and Chronicle) и журналах (например, Elle), но вскоре сфокусировался главным образом на документальной фотографии. В 2001 году он начал путешествовать в качестве внештатного фотографа с акцентом на социальные проблемы и выставлять свои работы на фотографических выставках.

## Работы
Ривера-Ортис известен своими социально-документальными фотографиями об условиях жизни людей в развивающихся странах. Много путешествуя, он сфокусировал свои фотографии на гуманитарных вопросах, часто игнорируемых основными средствами массовой информации. Его работы выставлялись в коллекциях нескольких музеев, в том числе в международном музее фотографии Джорджа Истмена и Музее изобразительных искусств Берна. В 2004 году он получил премию En Foco за новые фотоработы, а в 2007 году ежегодную премию совета по искусствам и культуре Большого Рочестера. В 2002 году он фотографировал Кубу, сравнивая условия жизни, которые он там увидел, с Пуэрто-Рико времени его юношества. На выставках были представлены фотографии, показывающие жизнь далитов («неприкасаемых») в Индии и племени Аймара, живущих на засушливом плато в Боливии. Он делал снимки людей от Кении до Турции и Таиланда. Университет Пуэрто-Рико, совместно с Музеем искусств Пуэрто-Рико (Museo de Arte de Puerto Rico), включил работы Риверы-Ортиса в курс «современная фотография». В апреле 2008 его работа появилась в журнале Rangefinder. В 2010 году Ривера-Ортис побывал в Дхарави и Байганвади где снимал повседневную жизнь в трущобах Мумбаи. В 2011 году он был выбран французский фотографической организацией 24h.com для документальной съемки поминовения 11 сентября в Шанксвилле, Пенсильвания.
Мануэль Ривера-Ортис, с его акцентом на социальных проблемах и трудностях повседневной жизни, может быть отнесен к социальным реалистам..
Фотографии Риверы-Ортиса заняли места в галереях и музеях рядом с художественной фотографией.
Он основал Фонд Мануэля Ривера-Ортиса (англ. The Manuel Rivera-Ortiz Foundation for International Photography).
Проживает в штате Нью-Йорк, США.

## Галерея

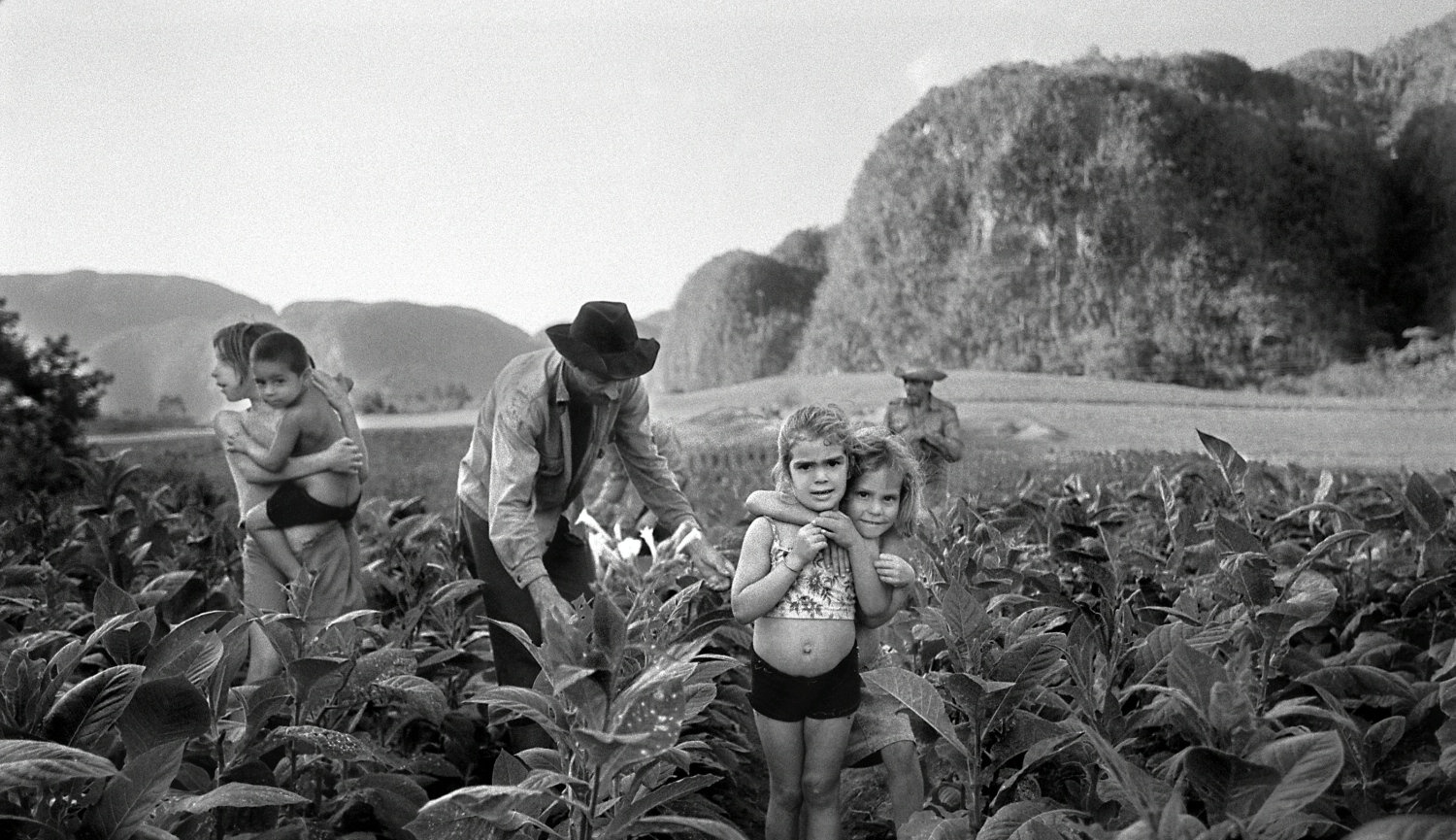
Урожай табака, Долина Виньялес, Ку́ба (2002)
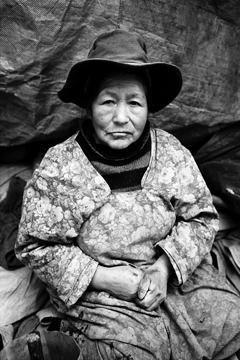
Widow Of The Mines, Потоси, Боли́вия (2004)
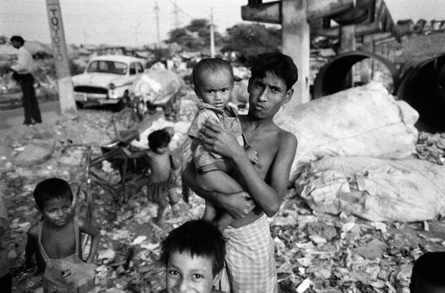
City Dump, Yamuna River Slum, Де́ли, И́ндия (2005)